# Robert Radosz

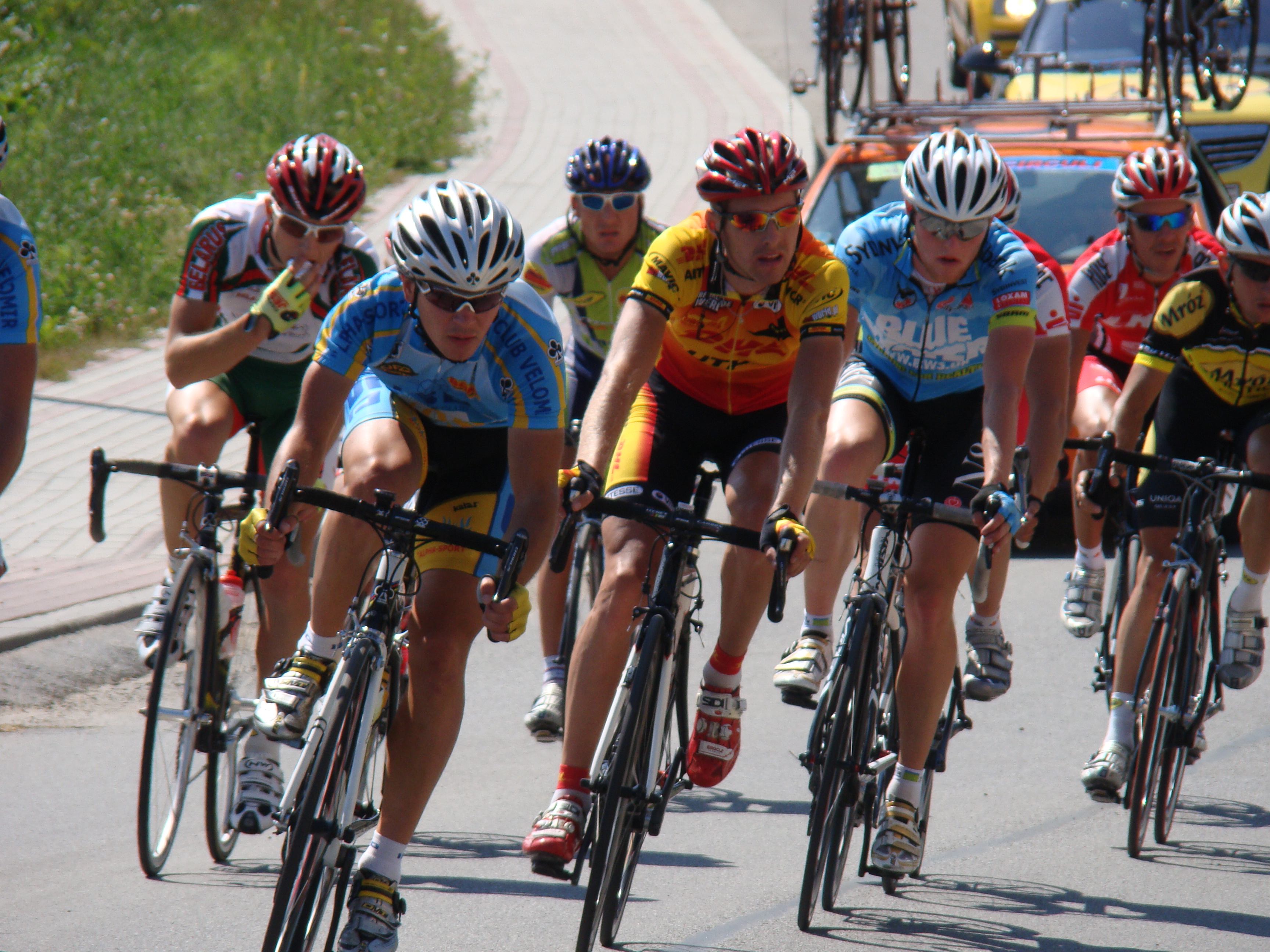
Robert Radosz (DHL-Author) na lotnym finiszu w Bukowsku podczas 10. Międzynarodowego Wyścigu Kolarskiego o Puchar Uzdrowisk Karpackich. 16 sierpnia 2009

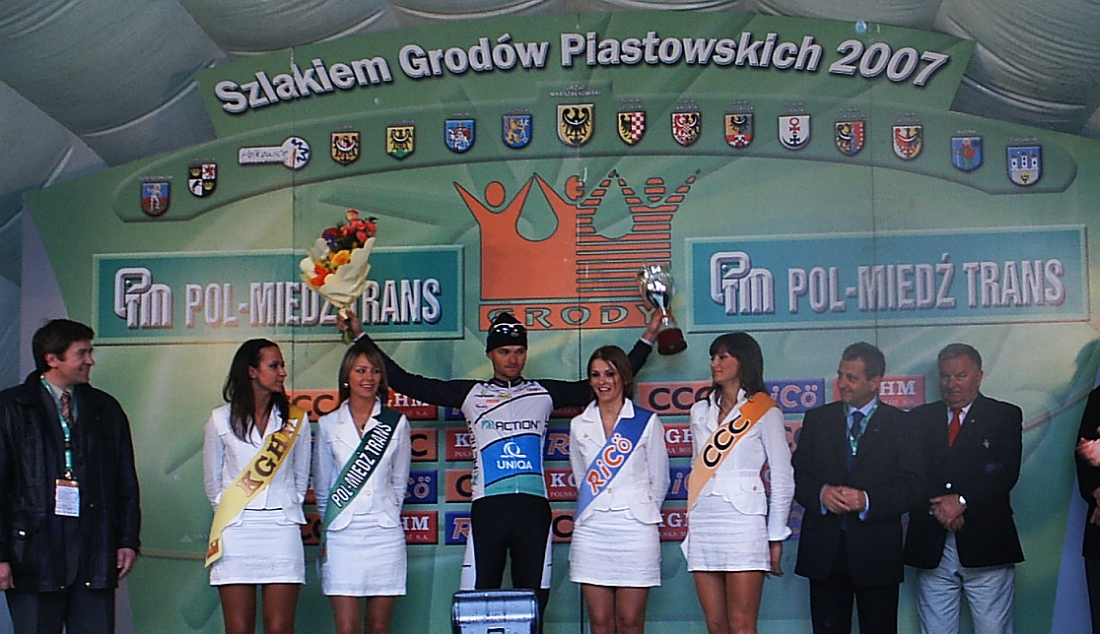
Robert Radosz na Grodach Piastowskich

Robert Radosz (ur. 8 lipca 1975 w Sławnie) – polski kolarz szosowy, medalista mistrzostw Polski.

## Kariera sportowa
Jego pierwszym klubem był Spółdzielca Koszalin (1989-1991). W latach 1992–1995 był zawodnikiem Lecha Poznań, z którym w 1994 sięgnął po wicemistrzostwo Polski w drużynowym wyścigu szosowym na 100 km, a w 1995 mistrzostwo Polski w tej samej konkurencji oraz wicemistrzostwo Polski w jeździe parami (z Bernardem Bocianem). W peletonie zawodowym w 2007 zdobył brązowy medal mistrzostw Polski w wyścigu szosowym ze startu wspólnego, a w 2012 został mistrzem Polski w jeździe drużynowej na czas w barwach BDC Marpol Team.
Jego największe sukcesy sportowe to zwycięstwa w Bałtyk – Karkonosze Tour (2000 i 2011), Memoriale Henryka Łasaka (2004) Wyścigu Solidarności i Olimpijczyków (2006), Tour of Hainan (2007), Wyścigu Dookoła Mazowsza (2011). W 2009 triumfował w klasyfikacji końcowej kolarskiej ProLigi.
Trzykrotnie startował w Wyścigu Pokoju (1997 – 23 m., 2000 – 57 m., 2001 – 39 m.).
W 2000 reprezentował Polskę na mistrzostwach świata w wyścigu szosowym ze startu wspólnego, ale go nie ukończył.
21 września 2014 w Prudniku zdobył pierwsze miejsce podczas 1. edycji wyścigu Memoriał Stanisława Szozdy.